# La Panthère et le Moustique
Pour plus de détails, voir Fiche technique et Distribution.
La Panthère et le Moustique (The Pink Tail Fly en anglais) est un cartoon réalisé par Friz Freleng et sorti dans les salles de cinéma le 25 août 1965, mettant en scène La Panthère rose.

## Résumé
La Panthère rose ne parvient pas à dormir à cause du bruit que provoque un moustique dans sa maison. Elle va utiliser tous les moyens possibles et imaginables pour se débarrasser de cet encombrant insecte.

## Fiche
- Titre original : The Pink Tail Fly
- Titre français : La Panthère et le Moustique
- Réalisation : Friz Freleng
- Scénario : Bob Kurtz
- Thème musical : Henry Mancini
- Musique : William Lava
- Animation : Don Williams, Norm McCabe et Laverne Harding
- Peintre décorateur : Dick Ung
- Décors : Tom O'Loughlin
- Montage : Lee Gunther
- Producteur superviseur : Bill Orcutt
- Producteurs : David H. DePatie et Friz Freleng
- Production : Mirisch-Geoffrey-DePatie Freleng Production
- Distribution : United Artists (1965) (cinéma) (USA)
- Durée : 7 minutes
- Format : 1,37 :1
- Son : mono
- Couleurs, 35 mm (De Luxe)
- Langue : anglais
- Pays : États-Unis
- Sortie : 25 août 1965

## Sortie vidéo
- Le cartoon est disponible dans le premier disque de la collection DVD La Panthère rose: Les cartoons